# Adatszerkezetek listája
Ez a szócikk az adatszerkezetek listáját tartalmazza. Az egyes adatszerkezetekre vonatkozó részletekért lásd az algoritmusokról és az egyes adatszerkezetekről szóló cikkeket.

## Adattípusok
| Kategória             | Típusok |
| --------------------- | --- |
| Elemi adattípusok     | - Egész szám (integer) - Felsorolási típus (enumeration, enum) - Fixpontos szám (fixed) - Karakter (char) - Karakterlánc (string) - Lebegőpontos szám (real, float, double) - Logikai (boolean) - Referencia (pointer, reference) |
| Összetett adattípusok | - Egyesítési típus (union) - Rekord (record, struct) - Tömb (array) |
| Absztrakt adattípusok | - Asszociatív tömb (associative array, map) - Kétvégű sor (deque) - Fa (tree) - Gráf (graph) - Halmaz (set) - Hash (hash) - Prioritásos sor (priority queue) - Sor (queue) - Verem (stack)                                        |

## Lineáris adatszerkezetek
| Kategória          | Specifikus típusok |
| ------------------ | --- |
| Tömbök             | - Bittáblázat (bitboard) - Bittérkép (bitmap) - Dinamikus tömb (dynamic array) - Magassági mező (heightmap) - Mátrix (2 dimenziós tömb, matrix) - Párhuzamos tömb (parallel array) - Ritka tömb (sparse array) - Ritka mátrix (sparse matrix) - Tömb (array) |
| Listák             | - Láncolt lista (linked list) - Kétszeresen láncolt lista (doubly linked list) - Kifejtett láncolt lista (unrolled linked list) - Önrendező lista (self-organizing list) - Ugrásos lista (skip list) - VLista (VList) - XOR láncolt lista (xor linked list)  |
| Asszociatív tömbök | - Asszociatív tömb (associative array, map) - Hash tábla (hash table) |

## Fák
| Kategória           | Specifikus típusok |
| ------------------- | --- |
| Bináris fák         | - AA-fa - AVL-fa - Bináris fa (binary tree) - Bináris keresőfa (binary search tree) - Bűnbak fa (scapegoat tree) - Intervallum fa (interval tree) - Önkiegyensúlyozó bináris keresőfa (self-balancing binary search tree) - Piros-fekete fa (red-black tree) - Súlyozott fa (weight-balanced tree) |
| B-fák               | - 2-3 fa - 2-3-4 fa - B fa - B+ fa - B*-fa |
| Kupacok             | - 2-3 kupac - Bináris kupac (binary heap) - Binomiális kupac (binomial heap) - D-kupac (D-ary heap) - Fibonacci kupac (Fibonacci heap) - Kupac (heap) - Párosító kupac (pairing heap) - Treap |
| Prefix fák (trie)   | - B-trie - Ctrie - Radix fa - Prefix fa (trie) - Suffix fa |
| Többirányú fák      | - (a,b)-fa - És-vagy fa (And-or tree) - Exponenciális fa (Exponential tree) - Fenwick fa - Fúziós fa (Fusion tree) - Háromirányú keresőfa (Ternary search tree) - SPQR-fa - Van Emde Boas fa |
| Térpartícionáló fák | - Adaptív Kd-fa - BK-fa - Implicit Kd-fa - Intervallum fa - Kd-fa - M-fa - Min/Max Kd-fa - Octree - Lineáris octree - Quadtree - R-fa - R+ fa - R*-fa - Szegmens fa - VP-fa - X-fa |

## Gráfok
| Kategória            | Specifikus típusok |
| -------------------- | --- |
| Gráf adatszerkezetek | - Adatbázis - Bináris döntési diagram - Élsúlyozott gráf - Gráf - Gráfszerkezetű verem - Hipergráf - Irányított gráf - Irányított körmentes gráf (DAG) - Szomszédossági lista - Szomszédossági mátrix |

## Hashek
| Kategória | Specifikus típusok                                                                                    |
| --------- | --- |
| Hash      | - Bloom szűrő - Elosztott hash tábla - Hash fa - Hash lista - Hash tábla - Hash trie - Prefix hash fa |

## Összehasonlítás
Az adatstruktúrák osztályozása jellegzetes tulajdonságaik alapján:
| Szerkezet          | Rendezett | Egyedi | Cellák csomópontonként |
| ------------------ | --------- | ------ | ---------------------- |
| Zsák (multihalmaz) | nem       | nem    | 1                      |
| Halmaz             | nem       | igen   | 1                      |
| Lista              | igen      | nem    | 1                      |
| Asszociatív tömb   | nem       | igen   | 2                      |

A rendezett nem jelenti, hogy az adatok csoportosítva vannak, csak azt, hogy megőrzik a beviteli sorrendjüket. Más struktúrák, mint például a linkelt lista és a verem nem határozható meg ilyen módon, mivel specifikus műveletek tartoznak hozzájuk.

## Fordítás
- Ez a szócikk részben vagy egészben  a   List of data structures című angol Wikipédia-szócikk ezen változatának fordításán alapul.  Az eredeti cikk szerkesztőit annak laptörténete sorolja fel. Ez a jelzés csupán a megfogalmazás eredetét és a szerzői jogokat jelzi, nem szolgál a cikkben szereplő információk forrásmegjelöléseként.